# ورسمأ
ورسمأ (به لاتین: Varesmäe) یک روستا در استونی است که در دهستان میکیتامائه واقع شده‌است.